# Sentadilla hindú

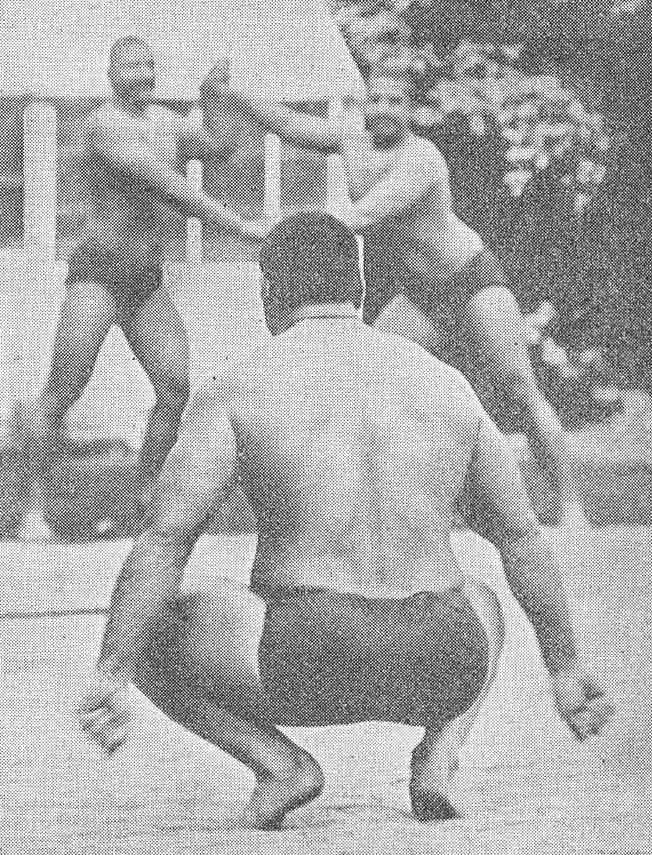
El campeón de lucha india Gran Gama en medio de una sentadilla hindú.

La sentadilla hindú (Hindu squat en inglés), también llamada baithak or bethak (hindi, del sánscrito baiṭhaka, "asiento"), es un ejercicio calisténico de sentadilla dinámica proveniente de la cultura india. Junto con la flexión hindú, fue hecho famoso por practicantes de lucha libre india, además de personalidades de las artes marciales y los deportes de combate como Bruce Lee y Karl Gotch.

## Técnica
El usuario, erguido y con los pies separados a la distancia de los hombros, flexiona las rodillas para hacer descender el cuerpo, con la espalda recta, a la vez que eleva los talones para ponerse de puntillas en un movimiento natural. Tras ello, empuja con los muslos para volver a ascender, estirando las piernas y plantando los talones de nuevo. Adicionalmente, los brazos pueden ejecutar su propio movimiento oscilante, manteniéndose levantados ante el pecho en la posición erguida y estirándolos hacia atrás al descender, y de nuevo balanceándoles hacia adelante al ascender. Idealmente, se debe exhalar en la bajada e inhalar en la subida, al revés que la mayoría de movimientos calisténicos, aunque también se contempla lo opuesto.
Este movimiento trabaja no sólo la fuerza de flexoextensión de la pierna, sino también el equilibrio, el cardio y la fuerza de los tobillos y pies. Comparadas con las sentadillas convencionales o europeas, donde la rodilla nunca debe ocultar la vista de los pies al flexionarse, la sentadilla hindú sí lo hace, y en el proceso pone una gran presión sobre la articulación, de manera que se trata de un movimiento contraindicado para usuarios con lesiones o afecciones de rodilla, en cuyo caso las sentadillas convencionales son más aconsejables. También es recomendable para todos los usuarios comenzar con pocas repeticiones a fin de ganar fuerza con la que prevenir lesiones. Es también viable doblar la rodilla hasta medio camino en lugar de en profundidad.

## Historia
Este movimiento está inextricablemente asociado con la flexión hindú. Los neófitos de la lucha india llamada pehlwan realizan desde hace siglos 1000 de estas sentadillas y 100 de las flexiones al día. El más eminente campeón del deporte, El Gran Gama, era conocido por realizar 4000 de las primeras antes de desayunar, seguidas de al menos 2000 de las segundas más tarde. Gama incrementó estas cifras a medida que avanzaba su carrera, y a los 50 años aún era capaz de llegar a 6000 y 4000 respectivamente. Bruce Lee adoptó estos movimientos para su propio entrenamiento.
Bhagabati Ghosh, padre del culturista indio Bishnu Ghosh y del yogui Paramahansa Yogananda, combinaba rondas de dand, baithak y movimientos con la maza india o gada, además de horas de ejercicios yóguicos de respiración o pranayama y mahamudra (el nombre de una práctica que combinaba pranayama con asanas). Yogananda adoptó parte de esta rutina, junto con la pesa rusa diseñada por Eugen Sandow, popular en la India de entonces.
Karl Gotch, luchador y entrenador legendario de catch wrestling, también utilizaba estos ejercicios. Solía hacer 300 sentadillas hindúes seguidas para calentar en sus sesiones de entrenamiento, y en una ocasión realizó 9001 de ellas a lo largo de cuatro horas y media como desafío personal. A todo el que quisiera aprender de él, le exigía realizar 500, junto con 250 flexiones hindúes y tres minutos de puente. Su aprendiz Hiro Matsuda, que entrenó a luchadores de la talla de Hulk Hogan y Lex Luger, también consideraba la sentadilla hindú un ejercicio vital para dar fuerza y explosividad a todos los músculos de las piernas y aumentar la capacidad pulmonar, y en el examen final de su escuela de lucha demandaba realizar 1000 sentadillas, seguidas de otras 500 agregando saltos.
Según Pavel Tsatsouline, en las tradiciones rusas de lucha libre se utilizan flexiones hindúes realizadas con extrema lentitud, de cinco a diez segundos en cada bajada o subida, con el fin de acumular fuerza y resistencia.